# Каргашиново
Каргашиново — деревня в Чеховском районе Московской области, в составе муниципального образования сельское поселение Стремиловское (до 28 февраля 2005 года входила в состав Стремиловского сельского округа).

## Население
| 2002 | 2006 | 2010 |
| ---- | ---- | ---- |
| 0    | ↗1   | ↗6   |

## География
Каргашиново расположено примерно в 9 км на запад от Чехова, на запруженном безымянном притоке реки Никажель (правый приток Лопасни), высота центра деревни над уровнем моря — 173 м. На 2016 год в Каргашиново зарегистрировано 1 садовое товарищество.